# Athyrium epirachis
Athyrium epirachis är en majbräkenväxtart som först beskrevs av Christ, och fick sitt nu gällande namn av Ren-Chang Ching. Athyrium epirachis ingår i släktet Athyrium och familjen Athyriaceae. Inga underarter finns listade.